# Collegio elettorale di Sestri Ponente
Il collegio elettorale di Sestri Ponente è stato un collegio elettorale uninominale del Regno di Sardegna nell'allora provincia di Genova. 
Fu istituito in base alla riforma dei collegi elettorali prevista dalla legge 3778 del 1859, sostituendo il collegio di Rivarolo. Il collegio, era identificato col numero 132 e comprendeva i mandamenti di Sestri Levante e di Rivarolo, meno il comune di San Pierdarena che faceva parte del collegio di Genova VI.
Con il riassetto dei collegi del 1861 confluì nel Collegio elettorale di Voltri

## Dati elettorali
Nel collegio si svolsero votazioni solo per la VII legislatura del Regno di Sardegna.

### VII legislatura
Le votazioni si svolsero in 387 collegi uninominali a doppio turno. Come previsto dalla legge elettorale del 20 novembre 1859, era eletto al primo turno il candidato che «riunisce in suo favore più del terzo dei voti del total numero dei membri componenti il collegio e più della metà dei suffragi dati dai votanti presenti all'adunanza» (art. 91). Se nessun candidato era eletto, al ballottaggio tra i due candidati con più voti era eletto chi otteneva il maggior numero di voti (art. 92) o, in caso di ugual numero di voti, il maggiore d'età (art. 93).
| Partito                            | Partito                            | Candidato                          | Primo turno 25 marzo 1860 | Primo turno 25 marzo 1860 | Ballottaggio 29 marzo 1860 | Ballottaggio 29 marzo 1860 |
| Partito                            | Partito                            | Candidato                          | Voti                      | %                         | Voti                       | %                          |
| ---------------------------------- | ---------------------------------- | ---------------------------------- | ------------------------- | ------------------------- | -------------------------- | -------------------------- |
|                                    | —                                  | Girolamo De Amicis                 | 139                       | 58,40                     | 196                        | 62,82                      |
|                                    | —                                  | Edoardo Castelli                   | 99                        | 41,60                     | 116                        | 37,18                      |
|                                    |                                    |                                    |                           |                           |                            |                            |
| Iscritti                           | Iscritti                           | Iscritti                           | 411                       | 100,00                    | 411                        | 100,00                     |
| ↳ Votanti (% su iscritti)          | ↳ Votanti (% su iscritti)          | ↳ Votanti (% su iscritti)          | 288                       | 70,07                     | 319                        | 77,62                      |
| ↳ Voti validi (% su votanti)       | ↳ Voti validi (% su votanti)       | ↳ Voti validi (% su votanti)       | 238                       | 82,64                     | 312                        | 97,81                      |
| ↳ Schede non valide (% su votanti) | ↳ Schede non valide (% su votanti) | ↳ Schede non valide (% su votanti) | 50                        | 17,36                     | 7                          | 2,19                       |
| ↳ Astenuti (% su iscritti)         | ↳ Astenuti (% su iscritti)         | ↳ Astenuti (% su iscritti)         | 123                       | 29,93                     | 92                         | 22,38                      |